# میتسوبیشی گالانت جی‌تی‌او

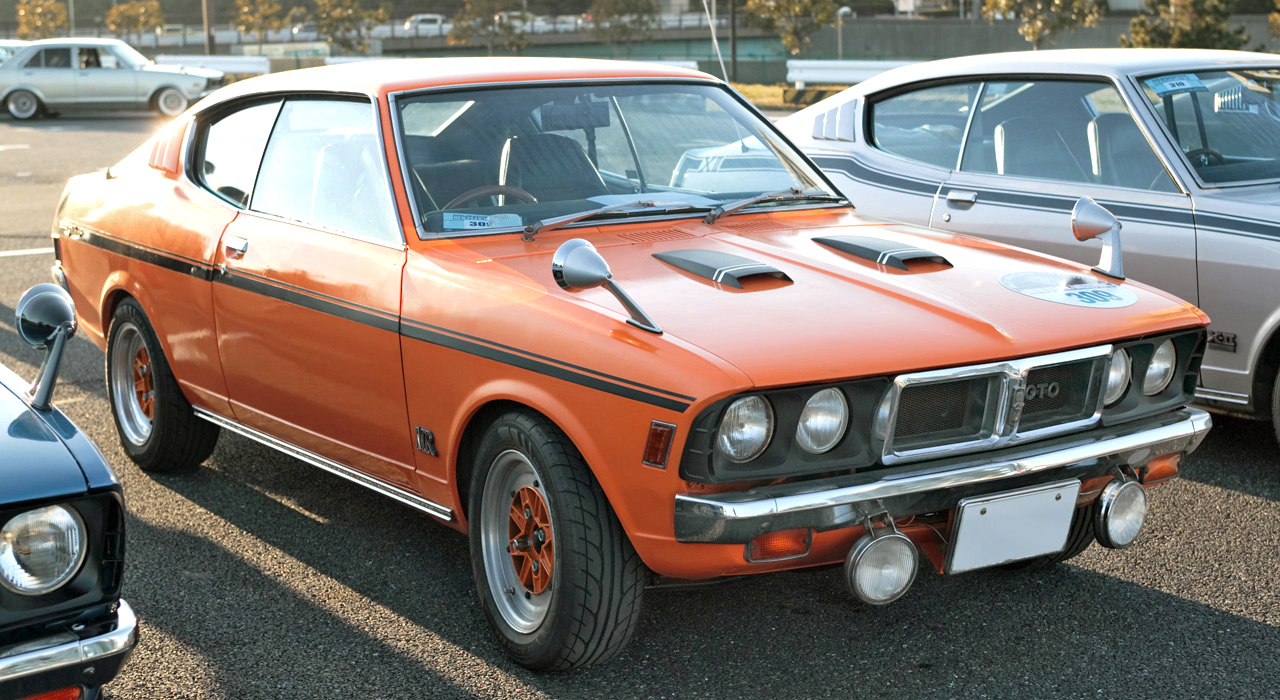

میتسوبیشی گالانت جی‌تی‌او (Mitsubishi Galant GTO) خودرویی است که در سال‌های ۱۹۷۰.۱۱ تا ۱۹۷۶تولید شده‌است.
این خودرو در کلاس خودرو اسپورت قرار گرفته و است. سیستم جعبه‌دندهٔ آن ۵ دنده به صورت دستی است.